# ماهی حلوای گوه‌ای
ماهی حلوای گوه‌ای (نام علمی: Dicologlossa cuneata) نام یک گونه از تیره کفشک‌ماهیان اصلی است.